# Meolo
Meolo (pron.: Mèolo; Mègolo in veneto [ˈmeɣ̞oe̯o]; Medulus in latino) è un comune italiano di 6 174 abitanti della città metropolitana di Venezia in Veneto.

## Geografia fisica
Meolo è un comune della città metropolitana di Venezia, situato a nord in posizione di confine con la provincia di Treviso.  
Il suo territorio è attraversato dal fiume Meolo dal quale ha preso il nome; è a -2 metri dal livello del mar Adriatico, e il suo territorio pianeggiante confina verso nord con Monastier di Treviso e Fossalta di Piave. Verso est il confine con il comune di Musile di Piave è rappresentato dal tracciato della Strada statale 14 della Venezia Giulia, mentre, Verso sud sud-ovest il confine con il comune di Roncade è tracciato dal corso del fiume Vallio.  
Il territorio adibito all'agricoltura è in gran parte a scolo meccanico. Le opere di bonifica sono costituite da ampi canali di scolo che confluiscono al grande impianto di sollevamento che getta le acque nel fiume Sile a Portegrandi. La parte sud in località Marteggia è attraversata dal tracciato storico dell'antica via Annia. 

## Storia

### Simboli
Il Comune ha un proprio gonfalone e un proprio stemma, adottati con deliberazione del consiglio comunale n. 69 del 3 luglio 1992: 
(Art. 2 dello Statuto comunale)
Il gonfalone è costituito da un drappo partito di azzurro e di bianco.

## Monumenti e luoghi d'interesse

### Architetture religiose
- Chiesa di San Giovanni Battista (XV secolo). La chiesa è tre navate con cappelle laterali, presenta facciata in stile romanico a mattoni, orientata verso ovest. Il presbiterio allungato presenta un'abside semicircolare. Nel soffitto a volta del presbiterio si colloca un importante ciclo pittorico con dipinti a firma di Giandomenico Tiepolo datati 1758. Detti affreschi furono oggetto di un'importante opera di conservazione: Furono infatti danneggiati da una bomba durante la prima guerra mondiale e perciò staccati, messi in sicurezza e ricollocati nella loro posizione originale nel 1921. Notevole anche l'organo, un Gerhard Hradetzky del 1996. Il campanile in stile rinascimentale è in posizione ovest addossato alla facciata.[7]

### Ville venete
- Ca' Cappello (XV secolo) - Il palazzo ospita la sede comunale. Sulla facciata principale presenta una meridiana (1516) e tracce di affreschi. All'interno le tracce dell'antica decorazione a fresco sono meglio conservate[8]
- Casa Vio (XV secolo)
- Villa Corner Padovan (XVIII secolo)
- Villa Folco Zambelli, Dreina (XIX secolo) - Durante la prima guerra mondiale ha ospitato il Comando Supremo dell'Esercito Italiano. Il 9 novembre 1917 nella villa avvenne il cambio di consegne tra il Comandante Luigi Cadorna (1850-1928) e Armando Diaz (1861-1928)[9]
- Villa Priuli, Del Maschio (XVII secolo)
- Ca' Malipiero, Marini (XV secolo)
- Villa Bilanovic (XVIII secolo)
- Villa Dreina, Cagnato (XIX secolo)
- Ca' Corner, Franzini, Santin (già Cappello) (XV secolo)
- Villa Ancillotto, De Marchi, Nardari (XIX secolo)
- Villa De Marchi, Vio (XIX secolo)
- Villa Badoer, Naratovich, Piovesan-Zanin, Peloso Zantaforni (XVII secolo)
- Villa Ballarin, Barbarigo, Priuli (XVI secolo)
- Villa Vendrame, Franzin (XIX secolo)

## Società

### Evoluzione demografica
Abitanti censiti

### Il Palio
Le contrade meolesi sono sei:
- Albarato, dal bosco medievale, il simbolo è il pioppo;
- Ca' Cappello, dalla famiglia Cappello, il simbolo è lo scudo stesso della famiglia;
- Ca' Corner (già Palazzato), dalla famiglia Corner, il simbolo è la finestra di Palazzo Corner a Meolo;
- Candeara, dalla fossa Candelara, il simbolo è una figura palustre;
- Martellia, dal latino *Martel(l)ia, il simbolo è la biga romana;
- Palumbo, dallo scolo Polombo, il simbolo è la colomba della pace;

#### Storia e formula
La manifestazione ricalca quella calcistica del 1984, riproposta poi nel 2007, con l'aggiunta di altri tornei. Il Palio moderno si disputa nel mese di maggio, fino al 2011 tenuto con cadenza annuale, oggi biennale.

La contrada che si aggiudica il Palio è quella che ottiene più punti sommando i risultati di questi 5 tornei: calcio, pallavolo, raganelle (corsa nei sacchi 4x35m), leprotti (staffetta 4x400m mista) e il triangolo (forma rotante a base triangolare su cui gli atleti si distendono per percorrerla e suonare la campanella posta alla fine).

#### Vincitori
| Anno | PALIO                                                     | Calcio                                                    | Pallavolo                                                 | Raganelle                                                 | Triangolo                                                 | Leprotti                                                  |
| ---- | --------------------------------------------------------- | --------------------------------------------------------- | --------------------------------------------------------- | --------------------------------------------------------- | --------------------------------------------------------- | --------------------------------------------------------- |
| 2007 | Palumbo                                                   | Palumbo                                                   |                                                           |                                                           |                                                           |                                                           |
| 2008 | Martellia                                                 | Martellia                                                 |                                                           |                                                           |                                                           |                                                           |
| 2009 | Martellia                                                 | Martellia                                                 |                                                           |                                                           |                                                           |                                                           |
| 2010 |                                                           |                                                           |                                                           |                                                           |                                                           |                                                           |
| 2011 | Palumbo                                                   | Palumbo                                                   | Ca' Cappello                                              | Palumbo                                                   | Martellia                                                 | Candeara                                                  |
| 2013 | Martellia                                                 | Martellia                                                 | Ca' Cappello                                              | Martellia                                                 | Albarato                                                  | Candeara                                                  |
| 2015 | Ca' Corner                                                | Ca' Corner                                                | Candeara                                                  | Palumbo                                                   | Palumbo                                                   | Candeara                                                  |
| 2017 | Ca' Corner                                                | Palumbo                                                   | Ca' Corner                                                | Ca' Corner                                                | Candeara                                                  | Candeara                                                  |
| 2019 | Palumbo                                                   | Palumbo                                                   | Ca' Corner                                                | Ca' Corner                                                | Palumbo                                                   | Candeara                                                  |
| 2021 | Edizione non disputata a causa della pandemia di COVID-19 | Edizione non disputata a causa della pandemia di COVID-19 | Edizione non disputata a causa della pandemia di COVID-19 | Edizione non disputata a causa della pandemia di COVID-19 | Edizione non disputata a causa della pandemia di COVID-19 | Edizione non disputata a causa della pandemia di COVID-19 |
| 2023 | Palumbo                                                   | Palumbo                                                   | Ca' Corner                                                | Ca' Corner                                                | Ca' Cappello                                              | Albarato                                                  |
| 2025 | Palumbo                                                   | Palumbo                                                   | Palumbo                                                   | Albarato                                                  | Candeara                                                  | Ca' Cappello                                              |

## Infrastrutture e trasporti

### Strade
Il territorio comunale è interessato dal passaggio dell'autostrada A4. È presente un'uscita autostradale (denominata "Meolo-Roncade") destinata a servire il territorio meolese e il vicino litorale anche al fine di favorire un rapido accesso alle spiagge da parte dei villeggianti.
Altra arteria importante servente l'abitato è la strada statale 14 della Venezia Giulia.

### Ferrovie

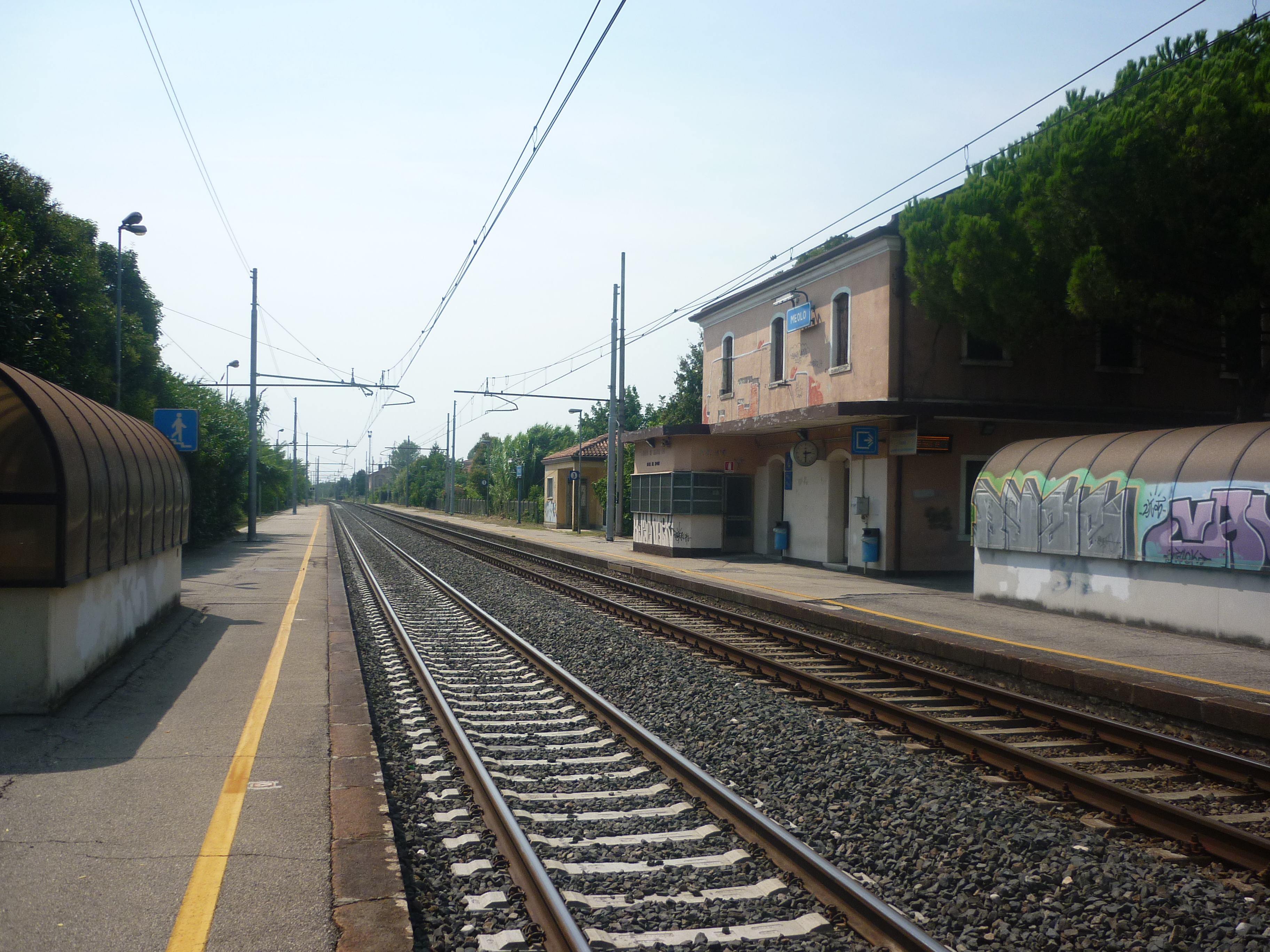
La banchina dei binari 2 e 1 (quello lato fabbricato viaggiatori)

Meolo è dotata di una stazione ferroviaria sulla linea Venezia-Trieste, linea interamente a due binari.

## Amministrazione
| Periodo         | Periodo        | Primo cittadino   | Partito                                                   | Carica  | Note   |
| --------------- | -------------- | ----------------- | --------------------------------------------------------- | ------- | ------ |
| 16 ottobre 1985 | 23 luglio 1990 | Oliviero Pillon   | PSI                                                       | Sindaco | [ 19 ] |
| 23 luglio 1990  | 8 maggio 1995  | Mirco Grosso      | DC                                                        | Sindaco | [ 20 ] |
| 8 maggio 1995   | 14 giugno 1999 | Francesco Carrer  | Sinistra                                                  | Sindaco | [ 21 ] |
| 14 giugno 1999  | 14 giugno 2004 | Francesco Carrer  | Centro Sinistra                                           | Sindaco | [ 22 ] |
| 14 giugno 2004  | 08 giugno 2009 | Nillo Tallon      | Lista civica                                              | Sindaco | [ 23 ] |
| 08 giugno 2009  | 27 maggio 2014 | Michele Basso     | PdL-Lega Nord                                             | Sindaco | [ 24 ] |
| 27 maggio 2014  | 26 maggio 2019 | Loretta Aliprandi | lista civica Cambiamo Meolo                               | Sindaco |        |
| 26 maggio 2019  | 10 giugno 2024 | Daniele Pavan     | Lega-Forza Italia-Fratelli d'Italia                       | Sindaco | [ 25 ] |
| 10 giugno 2024  | in carica      | Daniele Pavan     | Lega - Forza Italia - Fratelli D'Italia - Coraggio Italia | Sindaco |        |

### Gemellaggi
- Monastier di Treviso (TV), dal 1988[26]
- Valdengo (BI), dal 1988[26]
- Berre-l'Étang, dal 1989,  comune a cui è stata intitolata una piazzetta nel 2014.[27]

### Politiche giovanili comunali

#### Il Consiglio Comunale dei Ragazzi (CCR)
Istituito nel 2022, il CCR offre ai giovani cittadini l'opportunità di sviluppare un senso di responsabilità civica. Composto da studenti delle scuole locali (dalla quinta elementare alla terza media), il CCR è coinvolto in progetti educativi e comunitari, lavorando in stretta collaborazione con l'amministrazione comunale e i vari istituti del territorio.

#### La Consulta Giovanile
Istituita nel 2024, la Consulta Giovanile offre ai giovani cittadini l'opportunità di esprimere le loro opinioni, contribuire alle decisioni locali e sviluppare un senso di responsabilità civica. Composta da giovani del comune, la Consulta Giovanile è coinvolta in progetti educativi e comunitari, lavorando in stretta collaborazione con l'amministrazione comunale per assicurare che le voci dei giovani siano ascoltate e valorizzate nel processo decisionale.
"La Consulta Giovanile (di seguito Consulta) è un organismo consultivo dell’Amministrazione comunale, che fornisce pareri non vincolanti. La Consulta ha le seguenti finalità: 
- a) Promuovere la partecipazione alla vita pubblica e sociale dei giovani, in un’ottica di cittadinanza attiva;
- b) Sviluppare la creatività, abilità dei giovani e il benessere della popolazione giovanile;
- c) Favorire la socializzazione.

La Consulta può, di propria iniziativa, formulare proposte da sottoporre al Consiglio Comunale o alla Giunta Comunale: 
- a) Promuove progetti ed iniziative inerenti ai giovani; b) Promuove dibattiti, ricerche ed incontri;
- c) Elabora attività ed iniziative volte alla promozione culturale, all’aggregazione, allo sport ed al tempo libero;
- d) Promuove rapporti permanenti con le Consulte ed i Forum presenti nel territorio provinciale, regionale e nazionale;
- e) Favorisce il raccordo tra i gruppi giovanili e le istituzioni locali;
- f) Valorizza la presenza nella società e nelle istituzioni dei giovani;
- g) Elabora annualmente un progetto di intervento per i giovani da sottoporre agli Organi Comunali per l’approvazione e il relativo finanziamento; formula proposte per la gestione del budget destinato annualmente per il suo finanziamento."

(art. 2 - Regolamento di funzionamento della Consulta Giovanile - Approvato con delibera di C.C. n. 3 del 14/03/2024)

## Sport

### Calcio
La principale squadra di calcio della città è l'A.S.D. Calcio Meolo 1929 che milita nel girone H della Prima Categoria nella stagione 2024-2025.

### Pallacanestro
Nel 2021 viene fondata la società cestistica Cotonificio Meolese.